# Alexander Alexejewitsch Wjasemski

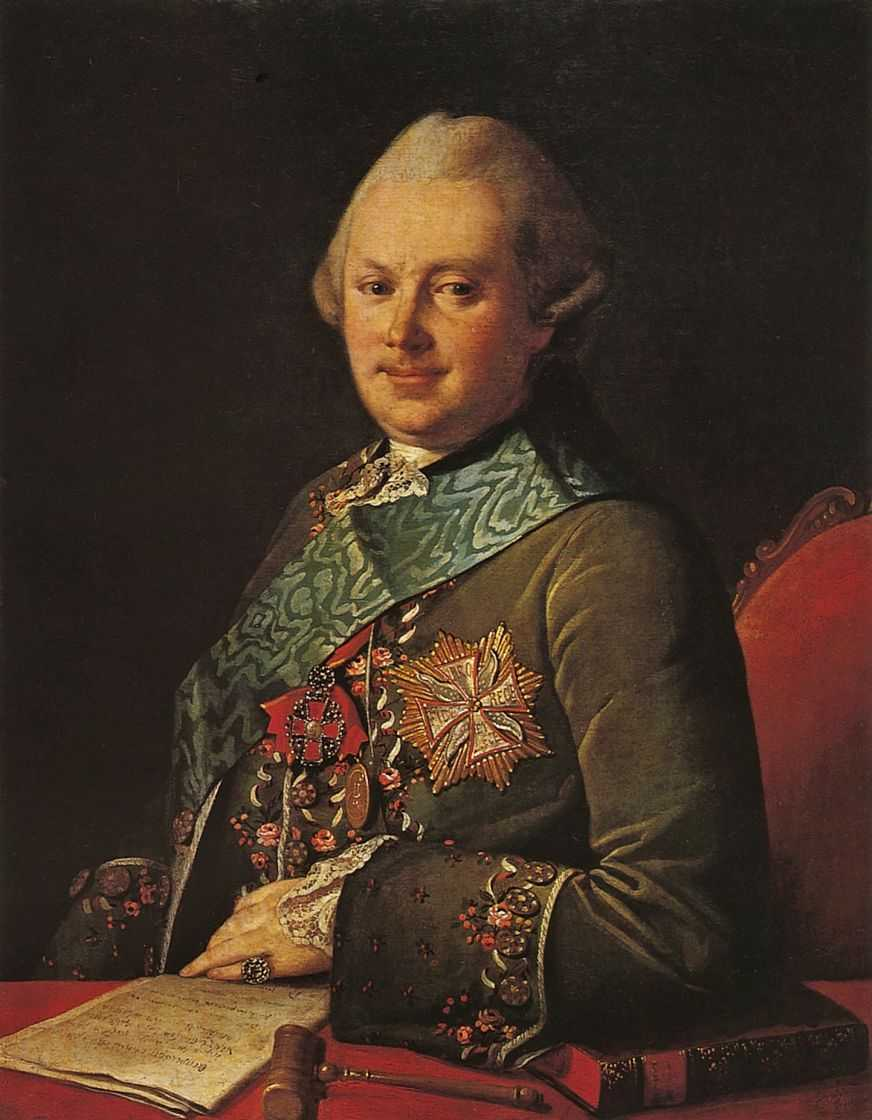
Alexander Alexejewitsch Wjasemski (Carl Ludwig Johann Christineck, 1768, Tretjakow-Galerie)

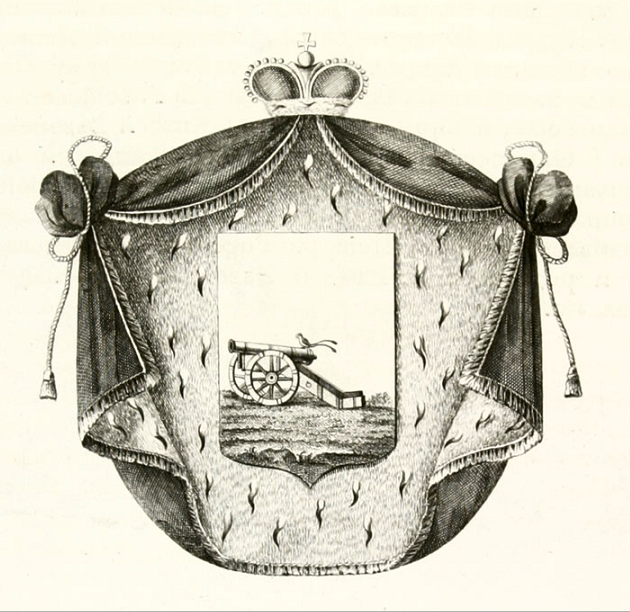
Familienwappen

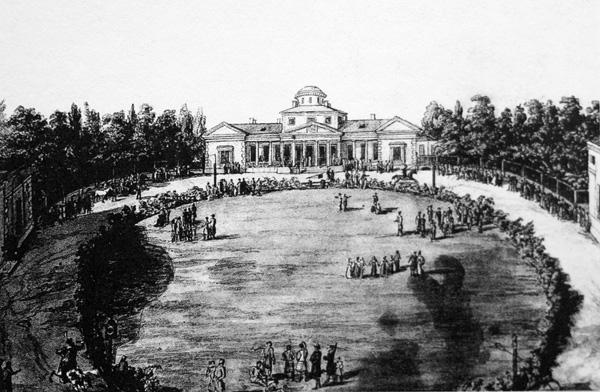
Herrenhaus Musinka

Fürst Alexander Alexejewitsch Wjasemski (russisch Александр Алексеевич Вяземский; * 3. Augustjul. / 14. August 1727greg.; † 8. Januarjul. / 19. Januar 1793greg.) war ein russischer Offizier, Staatsbeamter und Politiker.

## Leben
Wjasemski stammte aus einer alten Fürstenfamilie, die sich auf Wladimir Wsewolodowitsch Monomachs Enkel Rostislaw I. zurückführte. Er verließ 1747 das Erste Kadettenkorps in St. Petersburg.
Im Siebenjährigen Krieg gegen Preußen nahm er nicht nur an den Schlachten teil, sondern führte auch geheime Erkundungsaufträge aus. Am Ende des Krieges war er Generalquartiermeister. Im Dezember 1762 schickte ihn Katharina II. in den Ural, um die Probleme zwischen den rebellierenden Bauern und ihren Besitzern in den Hüttenwerken zu regeln. 1763 wurde er zurückgerufen, und Alexander Iljitsch Bibikow übernahm seine Aufgabe.
Im Februar 1764 berief Katharina II. Wjasemski zum Generalprokuror des Senats als Nachfolger des entlassenen Generalprokurors Alexander Iwanowitsch Glebow. In ihrer geheimen Dienstanweisung verpflichtete sie Wjasemski, offen und ehrlich gegenüber dem jeweiligen Herrscher alle Angelegenheiten zu behandeln, nur dem Staatswohl zu dienen, sich den Einflüssen der Menschen zu verschließen und Intrigen aus dem Weg zu gehen. Er enttäuschte nicht die Erwartungen und genoss das volle Vertrauen der Kaiserin, wie sich in ihren Briefen zeigte. Er leitete nicht nur den Senat, sondern kontrollierte auch die Salz- und Weinabgaben. Im Gegensatz zu seinen Vorgängern arbeiteten unter seiner Leitung Prokuroren der 1775 eingerichteten Gouvernementsverwaltungen. In den 1780er Jahren wurde er auch für die Justiz, die Finanzen und die Innenpolitik verantwortlich. Als Erster in Russland führte er eine strenge Finanzkontrolle mit genauer Rechnungsführung der jährlichen Einnahmen und Ausgaben des Staates ein. Er war Generalporutschik und seit 1774 Wirklicher Geheimer Rat (2. Rangklasse).

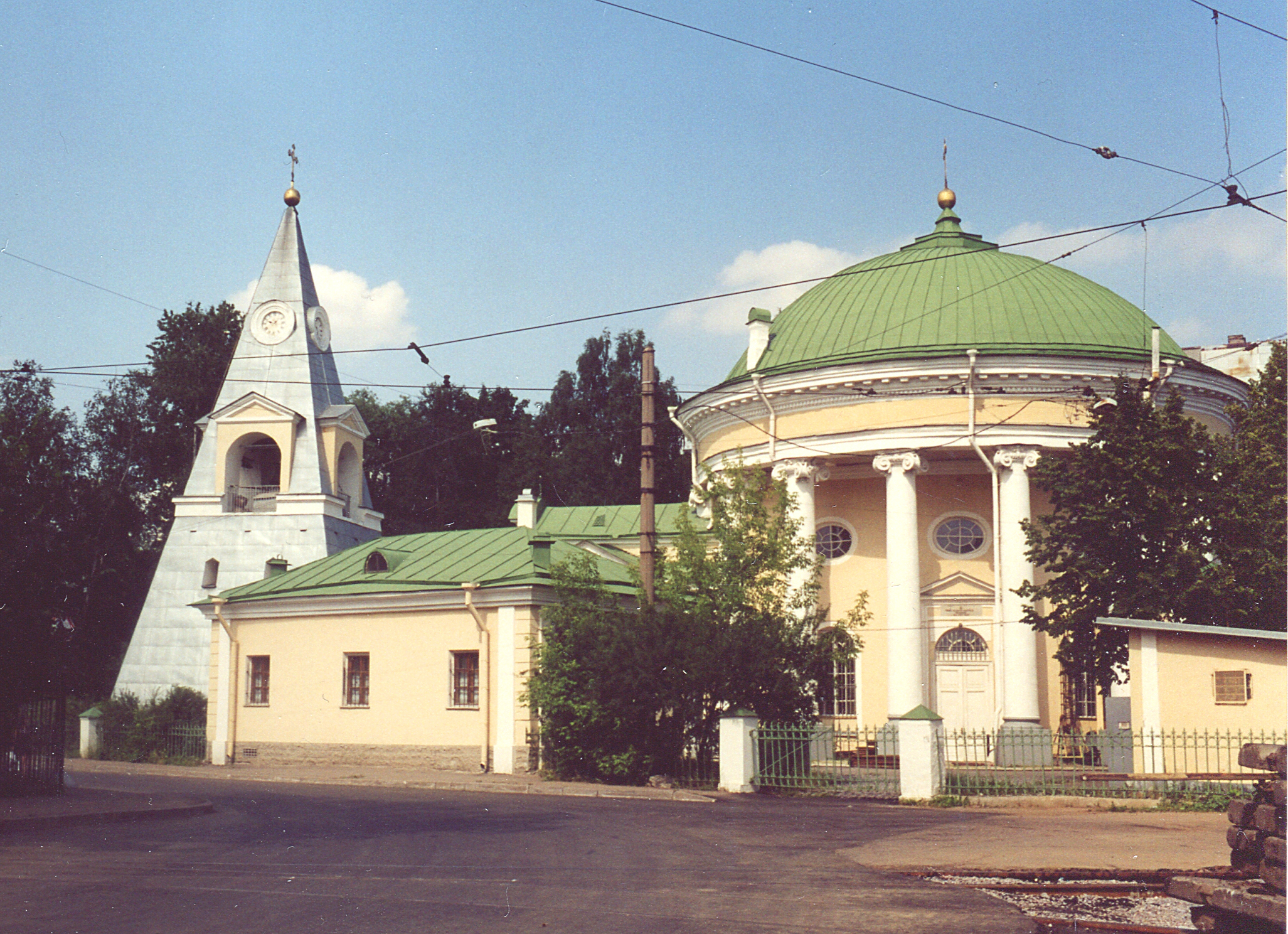
Dreifaltigkeitskirche Alexandrowskoje

Wjasemski leitete praktisch allein die Geheime Expedition, die alle politischen Probleme während der Herrschaft Katharinas II. behandelte: Pugatschow-Aufstand, Alexander Nikolajewitsch Radischtschews und Nikolai Iwanowitsch Nowikows Veröffentlichungen u. v. a. m. Höchster Untersuchungsbeamter war dabei Stepan Iwanowitsch Scheschkowski.
Wjasemski war seit 1768 verheiratet mit  Jelena Nikititschna Trubezkaja, Tochter des früheren Generalprokurors Nikita Jurjewitsch Trubezkoi. Als Mitgift hatte Wjasemski das Dorf Alexandrowskoje südöstlich von St. Petersburg am linken Ufer der Newa erhalten. 1768 kaufte er von Graf Alexander Romanowitsch Woronzow das benachbarte Gelände an dem Newa-Nebenfluss Mursinka und ließ dort das Herrenhaus Mursinka mit Garten und Park als seinen Sommersitz bauen. 1785–1790 ließ er in Alexandrowskoje durch Nikolai Alexandrowitsch Lwow die Dreifaltigkeitskirche bauen. Das Ehepaar Wjasemski hatte 4 Töchter: Jekaterina heiratete Graf Dmitri Alexandrowitsch Tolstoi, Anna heiratete den neapolitanischen Botschafter Antonio Maresca, Praskowja heiratete Graf Dmitri Alexandrowitsch Subow und Warwara heiratete den dänischen Botschafter Baron Niels Rosenkrantz.
Im September 1792 gab Wjasemski krankheitsbedingt sein Amt auf. Sein bescheidener Grabstein steht in der Mariä-Verkündigung-Kirche des Alexander-Newski-Klosters. Das Herrenhaus Mursinka erbte Wjasemskis Tochter Anna und dann deren Enkel Anton Stepanowitsch Apraxin.

## Auszeichnungen
- Alexander-Newski-Orden (1770)[1]
- Orden des Heiligen Andreas des Erstberufenen (1773)
- Russischer Orden der Heiligen Anna
- Orden des Heiligen Wladimir I. Klasse (1782)
- Orden des Weißen Adlers (Polen)

## Ehrungen
- Ehrenmitglied der Russischen Akademie der Wissenschaften (1777)[6]